# Héctor Sáez
Héctor Sáez Benito (Caudete, 6 novembre 1993) è un ciclista su strada spagnolo che corre per il team Fonte Nova - Felgueiras; è stato professionista dal 2015 al 2022.

## Palmarès
- 2010 (Juniores)

Campionati spagnoli, Prova in linea Juniores
- 2019 (Euskadi-Murias, una vittoria)

6ª tappa Volta a Portugal (Torre de Moncorvo > Braganza)

## Piazzamenti

### Grandi Giri
- Vuelta a España

2017: 76º
2018: 85º
2019: 82º
2020: ritirato (11ª tappa)

### Competizioni mondiali
- Campionati del mondo su strada

Copenaghen 2011 - Cronometro Juniores: 46º
Richmond 2015 - In linea Under-23: 44º

### Competizioni europee
- Campionati europei

Glasgow 2018 - In linea Elite: ritirato